# Jacky Novi
Jacques Novi (Bellegarde, Francia, 18 de julio de 1946), más conocido como Jacky Novi, es un exfutbolista francés que se desempeñaba como defensa. Es el séptimo jugador con más partidos en el campeonato francés.

## Equipos

### Como jugador
| Equipo                         | País                | Años                | PJ  | Goles |
| ------------------------------ | ------------------- | ------------------- | --- | ----- |
| Nîmes Olympique                | Francia             | 1964-1968           | 126 | 3     |
| Olympique de Marsella          | Francia             | 1968-1973           | 241 | 15    |
| Nîmes Olympique                | Francia             | 1973-1974           | 40  | 4     |
| París Saint-Germain            | Francia             | 1974-1977           | 122 | 2     |
| RC Estrasburgo                 | Francia             | 1977-1980           | 102 | 2     |
| Selección de fútbol de Francia | Francia             | 1969–1972           | 20  | 0     |
| Total en su carrera            | Total en su carrera | Total en su carrera | 651 | 26    |

### Como entrenador
| Equipo         | País    | Años      |
| -------------- | ------- | --------- |
| Rodez AF       | Francia | 1995-1997 |
| ES Fréjus      | Francia | 1997-1998 |
| ES Fréjus      | Francia | 1999-2000 |
| Olympique Alès | Francia | 2000-2002 |

## Palmarés
| Título                | Club                  | Año  |
| --------------------- | --------------------- | ---- |
| Copa de Francia       | Olympique de Marsella | 1969 |
| Ligue 1               | Olympique de Marsella | 1971 |
| Copa de Francia (2.º) | Olympique de Marsella | 1972 |
| Ligue 1 (2.º)         | Olympique de Marsella | 1972 |
| Supercopa de Francia  | Olympique de Marsella | 1972 |
| Ligue 1 (3.º)         | RC Estrasburgo        | 1979 |